# Amuleto de Lindholm

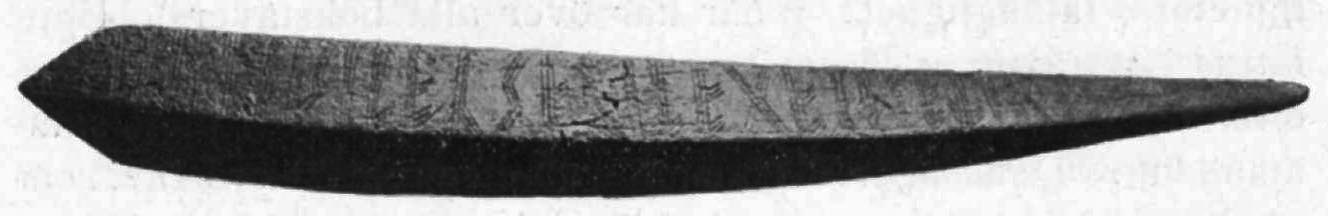
Amuleto de Lindholm.

El amuleto de Lindholm es una pieza de hueso tallado encontrada en Escania, Suecia, datada entre el siglo II y IV, que tiene una inscripción rúnica catalogada con el código DR 261 en Rundata. El amuleto se conserva actualmente en el Museo histórico de la universidad de Lund.

## Descripción

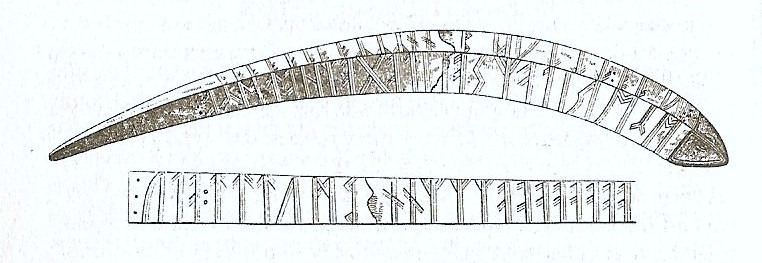
Dibujo del amuleto de Lindholm y su inscripción realizado en 1884.

El amuleto de Lindholm es un hueso tallado en forma de costilla con una inscripción rúnica grabada que se encontró en 1840 en una turbera. En su descubierto al cortar la turba se partió en dos, por lo que se destruyó una runa de la segunda línea de su texto.
El amuleto está grabado en dos caras con runas del futhark antiguo. Por un lado muestra el nombre del escultor, y el otro aún no ha recibido una interpretación completamente satisfactoria, probablemente debido a que la inscripción tiene un significado mágico. La inscripción contiene el polémico término erilaz (hechicero o maestro rúnico). La secuencia de la segunda línea se interpreta como una fórmula mágica o un ritual: tres runas tiwaz consecutivas como invocación a Tyr, y ocho runas ansuz como invocación o listado simbólico de los ocho Æsir.
Si la palabra que aparece en la primera línea se traduce como un nombre, Sawilagaz, significaría «el del sol (Sowilo)»; si la palabra se traduce como «el astuto» o «el engañoso» entonces podría referirse a un apodo de Odín o algún otro dios.

## Inscripción

### Transliteración de las runas a letras latinas
La primera línea se puede leer como:
ek erilaz sa wilagaz hateka :
o bien:
ek erilaz sa(=i)wilagaz hateka :
La segunda línea es:
aaaaaaaazzznnn-b- muttt : alu :

### Transcripción al protonórdico
La primera línea puede transcribirse como:
Ek erilaz sa Wilagaz haite'ka.
O bien:
Ek erilaz Sawilagaz haite'ka.
En la segunda línea solo se transcribe la palabra alu según Rundata:
... ... alu

### Traducción
La primera línea se traduce como:
Yo el hechicero soy llamado el astuto.
O bien:
Yo el hechicero me llamo Sawilagaz.
Mientras que en la segunda línea la única palabra traducible puede referirse a la cerveza o algún tipo de invocación:
... ... 'alu' (¿cerveza?)